# Nora (Katze)

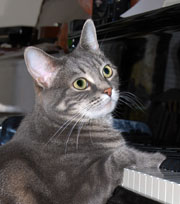
Nora am Klavier

Nora (* 10. September 2004; † 5. Februar 2024) ist eine Katze, die durch Videoaufnahmen, auf denen sie Klavier spielt, weltweit Bekanntheit erlangte. Die Videosequenzen gehören zu den erfolgreichsten YouTube-Videos. 
Nach internationaler Presseberichterstattung über die Katze erschienen CDs, DVDs, zwei Bücher, drei Wandkalender und anderer Merchandise wie T-Shirts, Poster und Kaffeebecher von Nora.

## Leben
Nora gehört der Klavierlehrerin Betsy Alexander und dem Fotografen Burnell Yow. Sie lebt in Philadelphia zusammen mit fünf anderen Katzen in einem Haus. Die beiden haben die Katze 2004 in einem Tierheim in New Jersey gefunden. Benannt ist sie nach der Malerin Leonora Carrington. Das erste Mal bemerkten Noras Besitzer ihre Klavierversuche, als sie mit etwa anderthalb Jahren alleine im Raum mit dem Klavier war und die Tasten bediente. Sie spielt meist, wenn Alexander Schüler an einem anderen Klavier unterrichtet. Sie ist dabei sowohl im selben Rhythmus wie auch in derselben Tonlage, meist innerhalb einer Oktave mit den Schülern. Die Londoner Times beschrieb ihre Musik 2007 als „zwischen Philip Glass und Free Jazz“.
Nachdem Alexander und Yow Aufnahmen mit Nora auf dem Youtube-Kanal hochluden, sahen sich diese zwischen dem ersten Posting 2007 und August 2009 etwa 20 Millionen Menschen an. Im Jahr 2009 verlieh die American Society for the Prevention of Cruelty to Animals Nora den jährlichen Katze des Jahres-Preis, da sie einer breiten Öffentlichkeit zeige, dass Tierheimtiere oft die besten Gefährten abgäben.

## Auftritte
Der litauische Komponist und Dirigent Mindaugas Piečaitis komponierte ein vierminütiges Konzert für sie. Für das sogenannte CATcerto trat sie per Videoübertragung zusammen mit dem Kammerorchester Klaipėda im ausverkauften Kammermusiksaal der litauischen Stadt Klaipėda auf. In der Badischen Zeitung war sich der Komponist aber noch nicht sicher, ob Nora auch live mit Orchesterbegleitung auftreten könne.
Nora spielte live in der Today Show auf NBC und trat bei VH1, Conan O’Brien, Tyra Banks, Ellen DeGeneres und Martha Stewart auf. Der Austin American-Statesma erklärte sie zur wichtigsten prominenten Katze, die das Web infolge der Lolcats hervorgebracht hat, National Public Radio nutzte sie als Beispiel dafür, dass Youtube jedem zur Berühmtheit verhelfen kann.